# عبد الله بلحيف النعيمي
عبد الله بن محمد بلحيف النعيمي مهندس وسياسي وشاعر إماراتي، شغل منصب وزير تطوير البنية التحتية منذ 12 مارس 2013 حتى 2020م، ثم منصب وزير التغير المناخي والبيئة منذ 5 يوليو 2020 حتى 26 سبتمبر 2021.

## التعليم
النعيمي حاصل على درجة البكالوريوس في الهندسة الميكانيكية من جامعة ويسكونسن ماديسون. وحصل على درجة الدكتوراه في إدارة المشاريع الهندسية من جامعة ريدينغ . 

## مسيرته المهنية
النعيمي مهندس بالمهنة. شغل منصب مدير التوزيع في وزارة المياه والكهرباء. ثم عمل في هيئة الطيران المدني كمدير هندسي حيث قام بتحسين مطار أبوظبي الدولي وامتداداته. كان أيضًا أستاذًا زائرًا في كليات التقنية العليا في دبي.
شغل منصب وكيل وزارة الأشغال العامة حتى مارس 2013.  في تعديل وزاري في 12 مارس 2013، تم تعيينه وزيرا للأشغال العامة في مجلس الوزراء برئاسة رئيس الوزراء محمد بن راشد آل مكتوم ، ليحل محل حمدان بن مبارك آل نهيان في المنصب. النعيمي هو أيضًا مدير الاتحاد للقطارات وهيئة النقل الوطنية. وهو عضو مجلس إدارة في كل من: شركة الاتحاد للسكك الحديدية والهيئة الاتحادية للكهرباء والماء وتنس الإمارات.

## المؤلفات
| الكتاب      | التاريخ | المصدر    |
| ----------- | ------- | --------- |
| زايد والوطن | 2019م   | [ 9 ]     |
| كورونيات    | 2022م   | [ 10 ]    |
| عشق يتجدد   | 2022م   | شعر نبطي  |
| همس الأماكن | 2023م   | ديوان شعر |

## الجوائز
حصل على جائزة «كنز الجيل» من مركز أبوظبي للغة العربية في فرع «الإصدارات الشعرية» عام 2023م عن ديوانه «عشق يتجدّد».